# Мрозовицькі
Мрозовицькі гербу Прус III (пол. Mrozowiccy) — шляхетський рід старопруського походження.

## Походження
Родина Мрозовицьких мала прусське походження. В другій половині XIII ст. представники роду отримали земельні наділи в околицях Груєця на Мазовії від місцевих княжат за військову службу. В середині XV століття вони взяли своє прізвище від маєтку Мрозовиці в Белзькій землі, і до кінця XVIII століття писались з Мрозовиць. Вони були спільного походження із сенаторським родом Вєчвінських (пол. Wieczwińscy), які в той час отримали наділи в землі завкженській і взяли прізвище від маєтку Вечфні.

## Представники
- Станіслав Мрозовицький (1610—1649) — корсунський полковник.
- Адам Мрозовицький (1705—1775) — регіментарій коронного війська, барський конфедерат, підскарбій львівський, земський депутат львівський, депутат сейму 1740, 1764.